# Chezal-Benoît
Chezal-Benoît est une commune française située dans le département du Cher, en région Centre-Val de Loire.

## Géographie
Chezal-Benoît est entourée de la forêt de chœur. Le territoire communal est desservi par la ligne 3 du réseau TIGR.
Elle dépend du RPI : Ségry (Indre) - Chezal-Benoît - Mareuil-sur-Arnon.

### Climat
Pour des articles plus généraux, voir Climat du Centre-Val de Loire et Climat du Cher.
En 2010, le climat de la commune est de type climat océanique dégradé des plaines du Centre et du Nord, selon une étude du CNRS s'appuyant sur une série de données couvrant la période 1971-2000. En 2020, Météo-France publie une typologie des climats de la France métropolitaine dans laquelle la commune est exposée à un climat océanique altéré et est dans une zone de transition entre les régions climatiques « Centre et contreforts nord du Massif Central » et « Ouest et nord-ouest du Massif Central ». 
Pour la période 1971-2000, la température annuelle moyenne est de 11,1 °C, avec une amplitude thermique annuelle de 15,6 °C. Le cumul annuel moyen de précipitations est de 753 mm, avec 11,7 jours de précipitations en janvier et 7 jours en juillet. Pour la période 1991-2020, la température moyenne annuelle observée sur la station météorologique la plus proche, située sur la commune de Lignières à 10 km à vol d'oiseau, est de 12,2 °C et le cumul annuel moyen de précipitations est de 774,6 mm,. Pour l'avenir, les paramètres climatiques de la commune estimés pour 2050 selon différents scénarios d'émission de gaz à effet de serre sont consultables sur un site dédié publié par Météo-France en novembre 2022.

## Urbanisme

### Typologie
Au 1er janvier 2024, Chezal-Benoît est catégorisée commune rurale à habitat dispersé, selon la nouvelle grille communale de densité à 7 niveaux définie par l'Insee en 2022.
Elle est située hors unité urbaine et hors attraction des villes,.

### Occupation des sols
L'occupation des sols de la commune, telle qu'elle ressort de la base de données européenne d’occupation biophysique des sols Corine Land Cover (CLC), est marquée par l'importance des forêts et milieux semi-naturels (56,5 % en 2018), une proportion sensiblement équivalente à celle de 1990 (56,2 %). La répartition détaillée en 2018 est la suivante : 
forêts (50,8 %), terres arables (31,9 %), zones agricoles hétérogènes (9,1 %), milieux à végétation arbustive et/ou herbacée (5,7 %), zones urbanisées (1,7 %), prairies (0,7 %), eaux continentales (0,2 %).
L'évolution de l’occupation des sols de la commune et de ses infrastructures peut être observée sur les différentes représentations cartographiques du territoire : la carte de Cassini (XVIIIe siècle), la carte d'état-major (1820-1866) et les cartes ou photos aériennes de l'IGN pour la période actuelle (1950 à aujourd'hui).

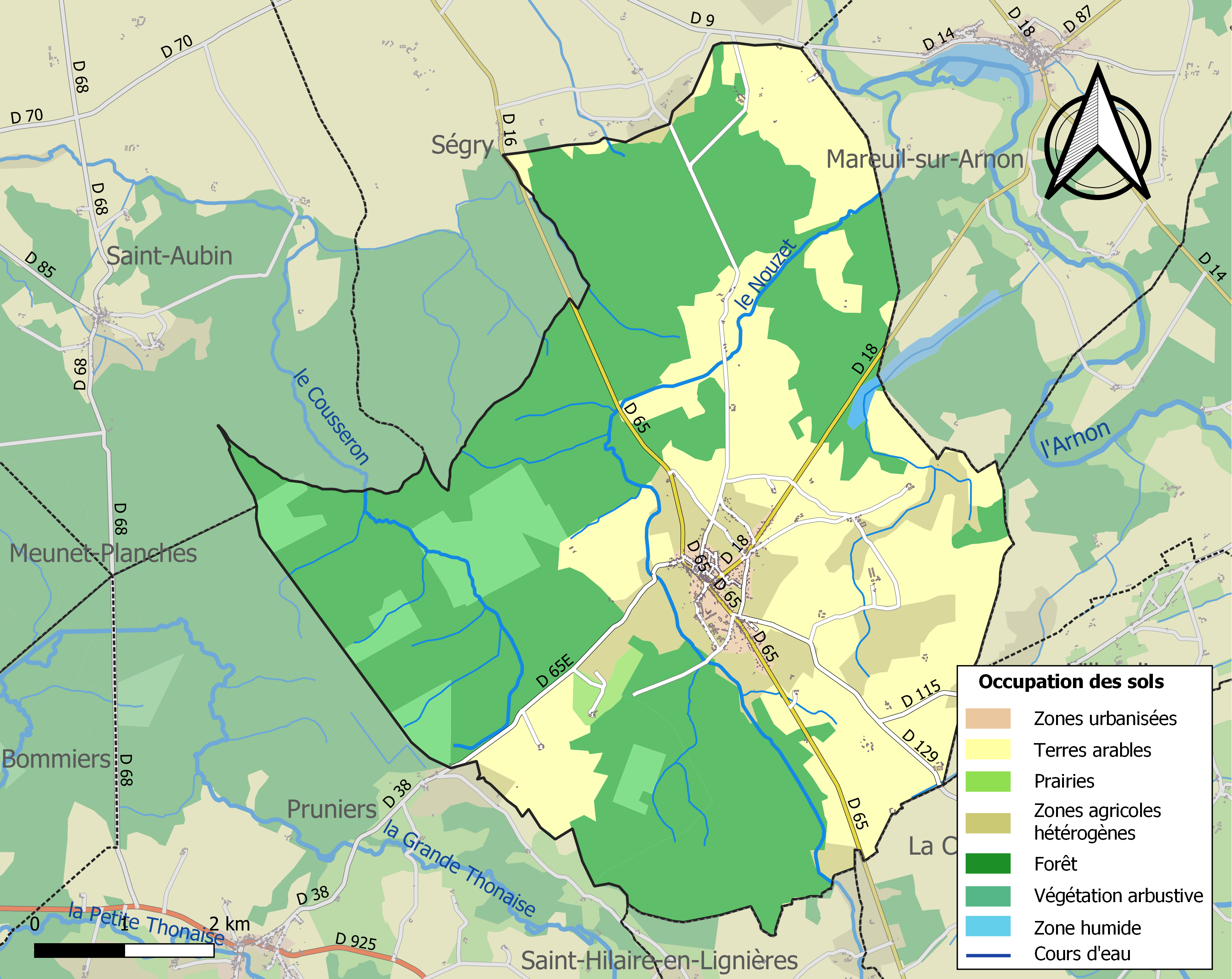
Carte des infrastructures et de l'occupation des sols de la commune en 2018 (CLC).

### Risques majeurs
Le territoire de la commune de Chezal-Benoît est vulnérable à différents aléas naturels : météorologiques (tempête, orage, neige, grand froid, canicule ou sécheresse), mouvements de terrains et séisme (sismicité faible). Il est également exposé à un risque technologique,  le transport de matières dangereuses. Un site publié par le BRGM permet d'évaluer simplement et rapidement les risques d'un bien localisé soit par son adresse soit par le numéro de sa parcelle.

#### Risques naturels

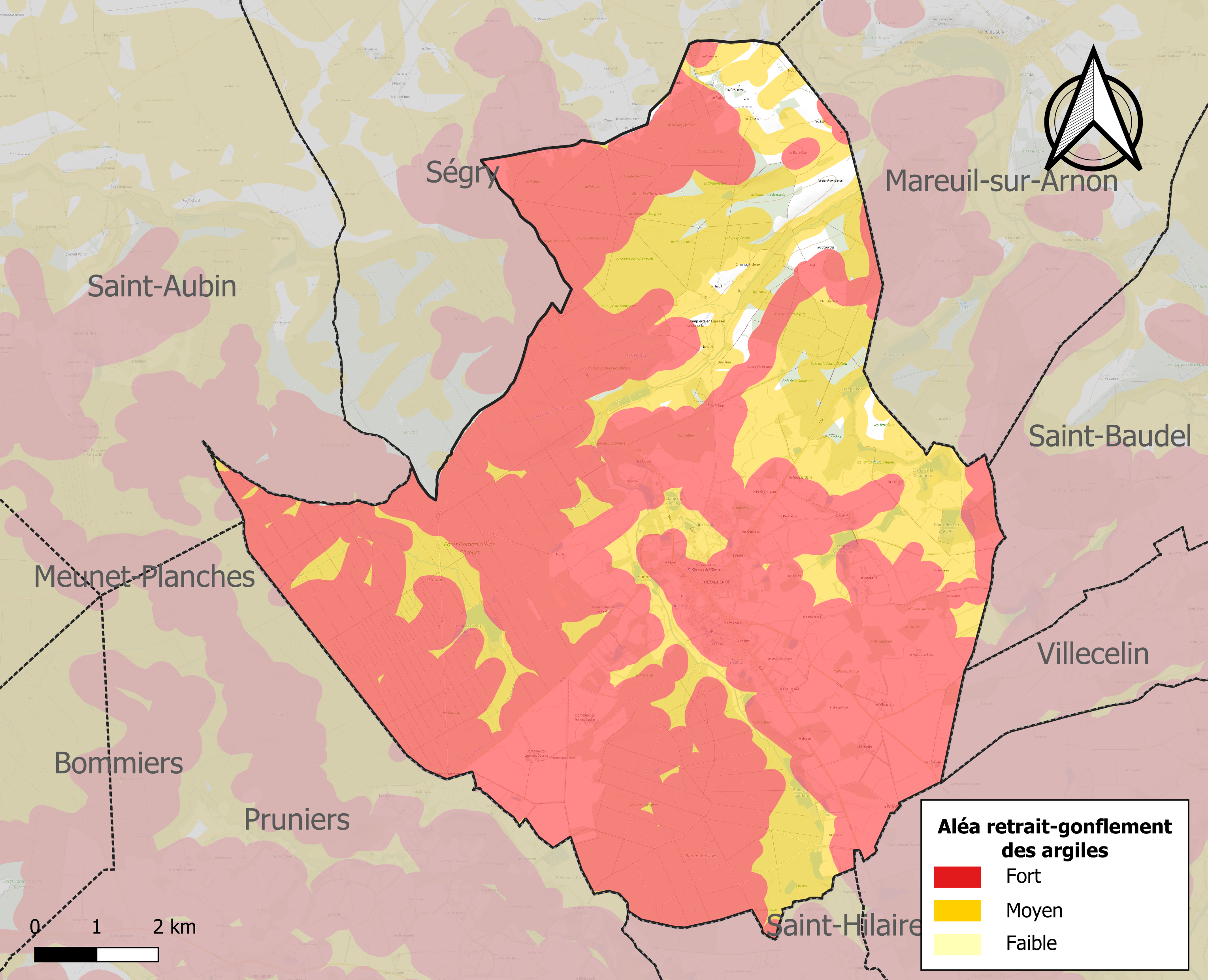
Carte des zones d'aléa retrait-gonflement des sols argileux de Chezal-Benoît.

La commune est vulnérable au risque de mouvements de terrains constitué principalement du retrait-gonflement des sols argileux. Cet aléa est susceptible d'engendrer des dommages importants aux bâtiments en cas d’alternance de périodes de sécheresse et de pluie. 96,5 % de la superficie communale est en aléa moyen ou fort (90 % au niveau départemental et 48,5 % au niveau national). Sur les 390 bâtiments dénombrés sur la commune en 2019, 386 sont en aléa moyen ou fort, soit 99 %, à comparer aux 83 % au niveau départemental et 54 % au niveau national. Une cartographie de l'exposition du territoire national au retrait gonflement des sols argileux est disponible sur le site du BRGM,.
Concernant les mouvements de terrains, la commune a été reconnue en état de catastrophe naturelle au titre des dommages causés par la sécheresse en 2018 et par des mouvements de terrain en 1999.

#### Risques technologiques
Le risque de transport de matières dangereuses sur la commune est lié à sa traversée par des infrastructures routières ou ferroviaires importantes ou la présence d'une canalisation de transport d'hydrocarbures. Un accident se produisant sur de telles infrastructures est en effet susceptible d’avoir des effets graves au bâti ou aux personnes jusqu’à 350 m, selon la nature du matériau transporté. Des dispositions d’urbanisme peuvent être préconisées en conséquence.

## Histoire
Eudes Arpin, vicomte de Bourges, favorise dès 1093 l’installation des Bénédictins à Casale Malanum.
La population de la communauté de Dampierre-en-Lignières passe de 22 feux en 1709 à 21 en 1726.

## Politique et administration

### Liste des maires
| Période                                  | Période   | Identité           | Étiquette    | Qualité                                                 |
| ---------------------------------------- | --------- | ------------------ | ------------ | ------------------------------------------------------- |
| Les données manquantes sont à compléter. |           |                    |              |                                                         |
| avant 1981                               | ?         | Robert Grillon     | PCF          |                                                         |
| mars 1989                                | mars 2001 | Jean Soulat        | Apparenté PS |                                                         |
| mars 2001                                | mars 2008 | Gérard Bessemoulin |              |                                                         |
| mars 2008                                | mars 2014 | René Chagnon       | PS           |                                                         |
| mars 2014                                | mai 2020  | Marinette Mitriot  |              | Retraitée de la fonction publique                       |
| mai 2020                                 | En cours  | Roger Lebrero,     |              | Profession de l'information, des arts et des spectacles |

### Politique environnementale
Dans son palmarès 2016, le Conseil national de villes et villages fleuris a attribué une fleur à la commune au concours des villes et villages fleuris.

## Démographie
La communauté de Chezal-Benoît est en crise démographique au début du XVIIIe siècle, puisqu’elle passe de 71 feux en 1709 à 48 en 1726. L’hiver de 1709-1710 notamment cause de nombreuses pertes, ainsi que la grande canicule de 1719 (qui tua beaucoup par dysenterie).
L'évolution du nombre d'habitants est connue à travers les recensements de la population effectués dans la commune depuis 1793. Pour les communes de moins de 10 000 habitants, une enquête de recensement portant sur toute la population est réalisée tous les cinq ans, les populations de référence des années intermédiaires étant quant à elles estimées par interpolation ou extrapolation. Pour la commune, le premier recensement exhaustif entrant dans le cadre du nouveau dispositif a été réalisé en 2006.

En 2022, la commune comptait 762 habitants, en évolution de −8,74 % par rapport à 2016 (Cher : −2,48 %, France hors Mayotte : +2,11 %).
| 1793 | 1800 | 1806 | 1821 | 1831 | 1836 | 1841 | 1846 | 1851 |
| ---- | ---- | ---- | ---- | ---- | ---- | ---- | ---- | ---- |
| 309  | 386  | 415  | 428  | 375  | 390  | 530  | 554  | 576  |

| 1856 | 1861 | 1866 | 1872 | 1876 | 1881 | 1886 | 1891 | 1896 |
| ---- | ---- | ---- | ---- | ---- | ---- | ---- | ---- | ---- |
| 770  | 748  | 844  | 801  | 824  | 789  | 782  | 873  | 819  |

| 1901 | 1906 | 1911 | 1921  | 1926  | 1931  | 1936  | 1946  | 1954  |
| ---- | ---- | ---- | ----- | ----- | ----- | ----- | ----- | ----- |
| 843  | 691  | 920  | 1 022 | 1 082 | 1 128 | 1 218 | 1 180 | 1 216 |

| 1962  | 1968  | 1975  | 1982  | 1990  | 1999 | 2006 | 2011 | 2016 |
| ----- | ----- | ----- | ----- | ----- | ---- | ---- | ---- | ---- |
| 1 436 | 1 526 | 1 447 | 1 315 | 1 212 | 977  | 859  | 875  | 835  |

| 2021 | 2022 | - | - | - | - | - | - | - |
| ---- | ---- | - | - | - | - | - | - | - |
| 782  | 762  | - | - | - | - | - | - | - |

## Économie
La commune se trouve dans l'aire géographique et dans la zone de production du lait, de fabrication et d'affinage du fromage Valençay.

## Culture locale et patrimoine

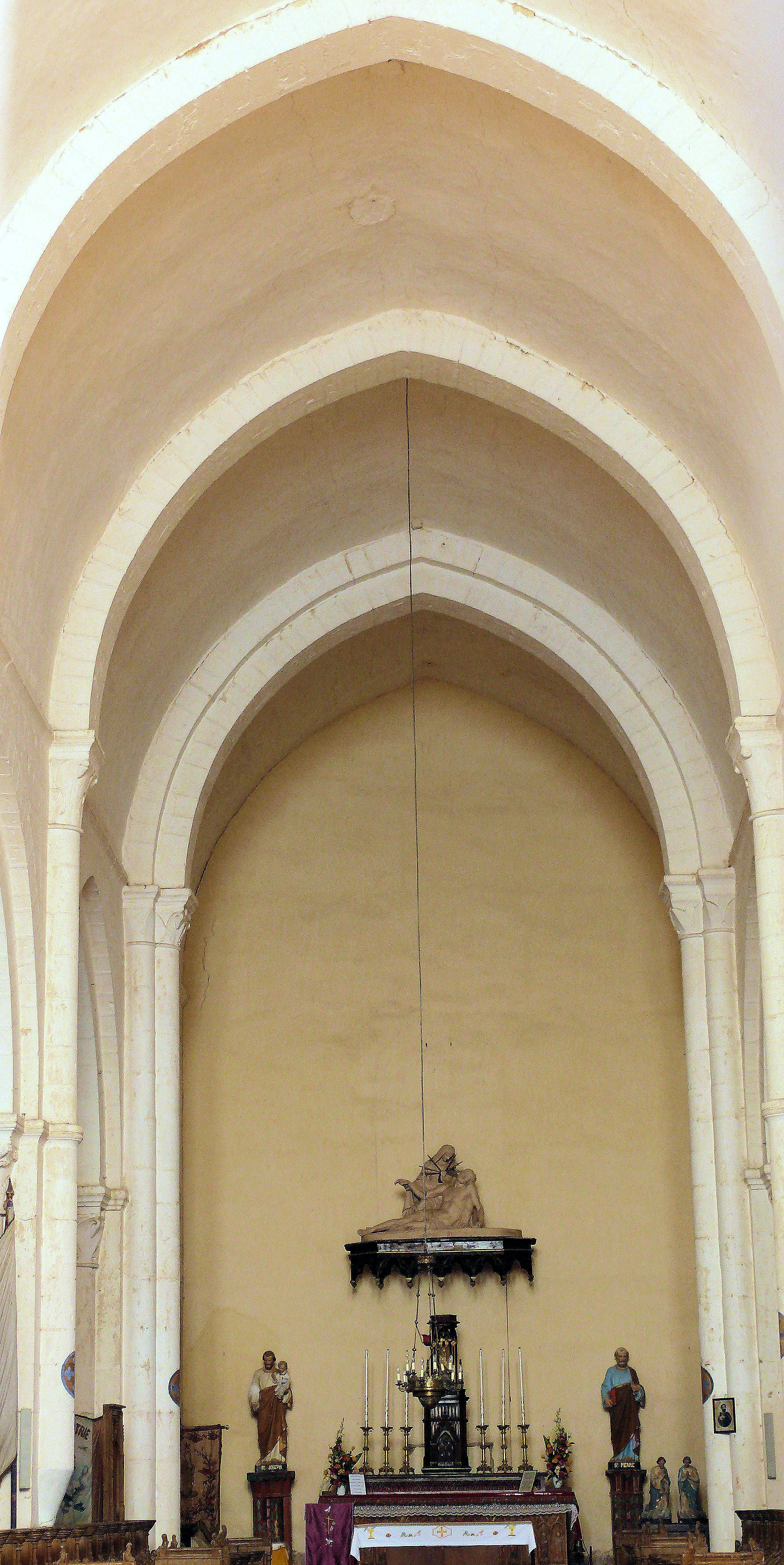
La nef en berceau brisé de l'abbatiale Saint-Pierre.

### Lieux et monuments
- L'abbaye Saint-Pierre[29] fondée au début du XIe siècle selon l'ordre de Saint-Benoît eut un rayonnement important et fut à la tête de la congrégation bénédictine casalienne[30]. L'église abbatiale devint paroissiale en 1792.
- La Loge, colonie pénitentiaire agricole[31].
- Le centre hospitalier Chezal-Benoît[32].
- La Croisette, pigeonnier du XVIe siècle.

### Personnalités liées à la commune
- Antonin Artaud (1896-1948), poète, romancier, acteur, dessinateur, dramaturge et théoricien du théâtre. Il séjourne à l'hôpital de Chezal-Benoît.
- Robert Barriot (1898, Châteauroux-1970, Chezal-Benoît), maître émailleur.
- Jacques Bulostin dit Monty, chanteur, y est né en 1943.
- Henri-Dominique Roszczewski (1844-1931), peintre français, y est né.